# 변제
변제(辨濟) 또는 이행(履行)이란 남에게 진 빚을 갚는 것으로, 채무의 내용인 급부가 실현됨으로써 채권이 소멸하는 경우를 말한다. 채무자가 채무를 이행하는 측면에서는 이를 급부 또는 이행이라고 하고, 이를 통해 채권이 소멸되는 관점에서는 변제라고 부르기 때문에, 양자는 거의 같은 개념으로 쓰인다. 변제는 급부행위를 통해 채권의 목적이 달성되었다는 사실에 주안을 두어 채권을 소멸시키는 사실행위이며, 종국적으로 급부결과가 실현되는 것을 전제로 한다.
변제로 되기 위해서는 급부결과가 실현되어야 한다. 채무자 단독으로 급부결과를 실현할 수 있는 경우에는 채무자의 급부행위만으로 변제가 이루어지지만, 채권자의 수령 등 협력이 필요한 채무에서는 채권자의 수령이 있을 때에 비로소 변제가 있은 것으로 된다.

## 변제의 요건

### 채무자의 의사에 반하여도 할 수 있는 행위
1. 채권자의 채무변제 의사표시
2. 이해관계 있는 제3자의 변제: 이해관계 없는 제3자의 변제는 허용되지 않음
3. 이해관계 있는 제3자의 면책적 채무인수: 이해관계 없는 제3자의 면책적 채무인수는 허용되지 않음
4. 이해관계 없는 제3자의 보증
5. 이해관계 없는 제3자의 중첩적 채무인수

## 제3자의 변제

### 제3자 변제의 요건으로서 변제지정(타인의 채무를 변제한다는 의사의 표시)
채권자가 변제를 수령하면서 제3자가 타인의 채무를 변제한다는 것이라는 사실을 인식하였다면 타인의 채무변제라는 지정이 있었다고 볼 수 있음

### 이해관계 있는 제3자의 의미
1. 변제를 하지 않으면 채권자로부터 집행을 받게 되거나 또는 채무자에 대한 자기의 권리를 잃게 되는 지위에 있기 때문에 변제함으로써 당연히 대위의 보호를 받아야 할 법률상 이익을 가지는 자
2. 이해관계 없는 제3자 변제에서 채무자의 반대의사 추정여부 X
3. 제3자 변제 후 채무자에게 구상권을 행사하는 경우 채무존재의 증명책임: 제3자

## 같이 보기
- 대물변제 Leistung an Erfüllungsstatt